# Parafia Matki Odkupiciela w Ostrowcu Świętokrzyskim
Parafia Matki Odkupiciela w Ostrowcu Świętokrzyskim – parafia rzymskokatolicka znajdująca się w Ostrowcu Świętokrzyskim, w diecezji sandomierskiej, w dekanacie Ostrowiec Świętokrzyski.
Parafia erygowana w 1988 z parafii Miłosierdzia Bożego w Ostrowcu Świętokrzyskim. Mieści się na osiedlu Rosochy.
W latach 1988–89 w parafii pracował jako wikariusz biskup pomocniczy diecezji radomskiej Piotr Turzyński